# Yannick Scheidegger
Yannick Scheidegger (* 3. Mai 2001 in Palo Alto, Kalifornien) ist ein schweizerisch-US-amerikanischer Fussballspieler.

## Karriere

### Verein
Scheidegger begann seine Karriere beim Grasshopper Club Zürich. Im März 2018 spielte er erstmals für die Reserve von GCZ in der 1. Liga. Dies war zugleich sein einziger Einsatz für diese in der Saison 2017/18. In der Saison 2018/19 spielte er wieder ausschliesslich in der U-18 der Zürcher. In der Saison 2019/20 kam er bis zum COVID-bedingten Abbruch des Amateurbetriebs zu zehn Einsätzen für die U-21 von GCZ.
Im Juni 2020 gab er sein Debüt für die Profis der Grasshoppers in der Challenge League, als er am 24. Spieltag gegen den FC Aarau in der Startelf stand. Bis zum Ende der Saison 2019/20 absolvierte er sieben Zweitligapartien. In der Saison 2020/21 spielte er wieder ausschliesslich für die Reserve. Für diese kam er bis zum erneuten Saisonabbruch wieder zehnmal zum Zug. In der Saison 2021/22 spielte er 25 Mal in der vierthöchsten Spielklasse.
Zur Saison 2022/23 wechselte Scheidegger zum österreichischen Zweitligisten SKN St. Pölten. Für den SKN kam er insgesamt zu neun Einsätzen in der 2. Liga. Nach der Saison 2023/24 verließ er St. Pölten.
Zur Saison 2024/25 kehrte er anschliessend in die Schweiz zurück und wechselte zum Drittligisten FC Baden.

### Nationalmannschaft
Der gebürtige US-Amerikaner Scheidegger absolvierte insgesamt fünf Partien für Schweizer Jugendnationalteams.